# Laurent Robuschi
Laurent Robuschi (Nizza, 5 ottobre 1935) è un ex calciatore francese, di ruolo attaccante.

## Carriera
Arrivò per due volte al secondo posto della Division 1 con il Bordeaux, nel 1965 e nel 1966, anno in cui ottenne anche la convocazione ai Mondiali in Inghilterra.